# 千葉県道203号下総中山停車場線
千葉県道203号下総中山停車場線（ちばけんどう203ごう しもうさなかやまていしゃじょうせん）は、千葉県船橋市内を通る一般県道である。

## 概要
JR総武本線の下総中山駅と国道14号を結ぶ県道。センターラインがない2車線の県道で、県道標識は設置されていない。制限速度は20km/hとなっている。

### 路線データ
- 起点：下総中山停車場[1]（北口駅前広場）
- 終点：千葉県船橋市本中山（国道14号（千葉街道）交点）[1]
- 総延長：0.184 km（葛南土木事務所管内：0.184 km）
- 重用延長：なし（葛南土木事務所管内：0.0 km）
- 実延長：0.184 km（葛南土木事務所管内：0.184 km[2]）

## 歴史

### 年表
- 1955年（昭和30年）3月4日：千葉県告示第108号により、千葉県道に認定される[1]。

## 路線状況

### 交通量
24時間交通量（台）　道路交通センサス
| 区間        | 平成17（2005）年度 | 平成22（2010）年度 | 平成27（2015）年度 |
| ----------- | ------------------ | ------------------ | ------------------ |
| 起点 - 終点 | 3,458              | 2,789              | 2,243              |

（出典：「平成22年度全国道路・街路交通情勢調査 一般交通量調査 箇所別基本表」、「平成27年度全国道路・街路交通情勢調査 一般交通量調査 箇所別基本表」（国交省ホームページ）より一部データを抜粋して作成）

## 地理

### 通過する自治体
- 千葉県
  - 船橋市

### 接続する道路
- 国道14号（船橋市本中山、終点）

### 沿線
- JR総武本線 下総中山駅